# The Smoking Gun
The Smoking Gun é um site que publica diariamente documentos legais, registros de prisão e fichas policiais. A intenção é levar ao público informações prejudiciais, chocantes, ultrajantes ou surpreendentes, mas também um tanto obscuras ou não relatadas por fontes de mídia mais populares. A maior parte do conteúdo do site gira em torno de eventos históricos e atuais, embora também contenha documentos e fotos relacionados a crimes e pessoas fora do comum.

## História
O site foi fundado em 1997 por William Bastone, sua esposa de designer gráfico Barbara Glauber, e Daniel Green, jornalista freelancer que trabalhou anteriormente para The Village Voice e filho de Stephen L. Green. A maioria dos The Smoking conteúdo do Gun é obtida através Freedom of Information Act solicita ao governo federal, estaduais e locais agências de aplicação da lei, e de registros públicos, tais como documentos judiciais. O site usou esses pedidos para montar uma coleção de fotos de celebridades atuais e históricas.
A rede de TV a cabo truTV, anteriormente Court TV, comprou The Smoking Gun, bem como o site Crime Library, em 2000. Uma série com o mesmo nome estreou na Court TV em 2005. A série apresenta algumas das histórias do site e humor de esboço variado usando fantoches de cordas. Esta série foi posteriormente movida e exibida no Adult Swim.[carece de fontes?] De março de 2008 a janeiro de 2011 na truTV, a The Smoking Gun patrocinou uma série de televisão a cabo chamada The Smoking Gun Presents: World Dumbest.... A série era originalmente conhecida como World's Dumbest Criminals, mas foi nomeada World's Dumbest... e começou a abordar outros tópicos. Em janeiro de 2011, o programa foi renomeado novamente para truTV Presents: World Dumbest... Em junho de 2014, a The Smoking Gun foi vendida de volta para William Bastone.
O site publicou seu segundo livro, The Dog Dialed 911: A Book of Lists from The Smoking Gun, em outubro de 2006.

## Investigações
The Smoking Gun começou a conduzir investigações de atividades criminosas e a divulgar seus resultados. Em agosto de 2009, o site expulsou membros da Pranknet, uma comunidade virtual famosa por enganar os funcionários de hotéis e restaurantes de fast food para acionar alarmes de incêndio, envolver sistemas de combate a incêndios e praticar atos humilhantes. O grupo, cujos membros incluem dois molestadores de crianças condenados, também se envolveu em ameaças de assédio por telefone; colocou anúncios falsos do Craigslist e gritou epítetos raciais e obscenidades para as pessoas que respondiam a eles. Os membros do grupo responderam aos anúncios do Craigslist colocados por jovens mães que vendiam utensílios domésticos; depois de obter o endereço do vendedor em uma troca, os membros ameaçavam o vendedor, dizendo que eles iam à casa para estuprá-los e assassinar seus filhos.
Em 2006, o site descobriu uma fabricação generalizada no suposto livro de memórias de James Frey, A Million Little Pieces. Essa investigação levou a uma repreensão pública de Frey pelo apresentador de talk show Oprah Winfrey, que já havia endossado o livro de Frey como parte do Clube do Livro de Oprah. O livro de Frey, descrevendo seus supostos anos de abuso de drogas e álcool e recuperação subseqüente, continha várias descrições de incidentes criminais ou ultrajantes.
Em 2010, o site revelou irregularidades financeiras em Yéle Haiti, uma fundação de caridade criada pelo rapper Wyclef Jean, logo após divulgar sua bem-sucedida arrecadação de fundos para alívio de desastres após o terremoto de 2010 no Haiti. Conforme relatado pelo The New York Times, a fundação não apresentou vários anos de declarações fiscais. Mais tarde, verificou-se que havia desviado ilegalmente fundos para o uso pessoal de Jean e alguns de sua família.

## Comentadores
- Jaime Andrews
- Daniel Baldwin
- Danny Bonaduce
- Todd Bridges
- Mike Britt
- Gary Busey
- Bryan Callen
- Jessie Cantrell
- Rob Delaney
- Wes Dening
- Nick DiPaolo
- John Enos
- Chris Fairbanks
- Daisy Gardner
- Leif Garrett
- Judy Gold
- Tonya Harding
- Ted Jessup
- Billy Kimball
- Natasha Leggero
- Roger Lodge
- Brad Loekle
- Michael Loftus
- Loni Love
- Kevin McCaffrey
- Jimmy McMillan
- Chuck Nice
- Chelsea Peretti
- Marianne Sierk
- Frank Stallone
- Chris Strait
- Mike Trainor
- Brendon Walsh